# Zbigniew Ludwik Kowalewski
Zbigniew Ludwik Kowalewski (ur. 24 lipca 1957) – polski inżynier mechanik, profesor nauk technicznych, wykładowca akademicki Politechniki Białostockiej i Politechniki Warszawskiej, przewodniczący Rady Naukowej Instytutu Podstawowych Problemów Techniki PAN, członek Komitetu Mechaniki Polskiej Akademii Nauk.

## Życiorys
Absolwent Politechniki Warszawskiej Wydziału Mechanicznego-Technologicznego, którą ukończył w 1981. Tam też został zatrudniony na stanowisku asystenta stażysty i jednocześnie podjął studia doktorskie w Instytucie Podstawowych Problemów Techniki PAN. W 1988 obronił doktorat z zakresu mechaniki, a w 1997 habilitację również w zakresie mechaniki. W 2008 otrzymał tytuł profesora. W Instytucie Podstawowych Problemów Techniki PAN pełni funkcje kierownika Pracowni Wytrzymałości Materiałów oraz kierownika Zakładu Mechaniki Doświadczalnej. W latach 2010–2011 pełnił funkcję zastępcy dyrektora Instytutu Podstawowych Problemów Techniki PAN ds. ogólnych. Od roku 2019 jest przewodniczącym Rady Naukowej w tym Instytucie.
Od 2016 jest członkiem Komitetu Mechaniki PAN. Jest członkiem Polskiego Towarzystwa Mechaniki Teoretycznej i Stosowanej, w latach 2011–2015 pełnił w nim funkcję skarbnika, a następnie od 2015 do 2019 był jego przewodniczącym. Od roku 2019 dalej pozostaje członkiem Zarządu Głównego z funkcją wice-przewodniczącego. Jest członkiem European Society of Experimental Mechanics (EuraSEM) od 2016, w którym początkowo pełnił rolę wiceprezydenta (2016-2022) a następnie prezydenta. Pełni również rolę prezydenta Danubia Adria Society.

## Zainteresowania naukowe
Obszar jego zainteresowań naukowych to między innymi zagadnienia mechaniki materiałów i konstrukcji, inżynierii materiałowej, eksperymentalnej mechaniki ciała stałego, ocena rozwoju uszkodzenia materiałów wskutek plastycznego płynięcia, pełzania i zmęczenia z zastosowaniem metod nieniszczących. W swoim dorobku naukowym ma ponad 550 publikacji, w tym 14 książek (w tym współautorskie oraz redakcje). Wypromował 5 doktorów nauk technicznych. 

## Nagrody
Laureat wielu nagród i wyróżnień (35) za działalność naukową, między innymi:
- Nagrodę Sekretarza Naukowego PAN za pracę doktorską (1988)
- Nagrodę indywidualną Sekretarza Wydziału IV PAN za pracę habilitacyjną (1997)
- Nagrodę PTMTS im. Witolda Nowackiego za wybitne osiągnięcia naukowe (2012)[11]
- Medal Zasłużony dla Instytutu Transportu Samochodowego (2012)
- Złota Odznaka zasłużony dla Polskiego Towarzystwa Mechaniki Teoretycznej i Stosowanej (2015)[12]
- Tytuł Ambasadora Kongresów Polskich (2020)[13][14]

## Odznaczenia państwowe
- Złoty Krzyż Zasługi (2017)
- Srebrny Krzyż Zasługi (2002)
- Srebrny Medal za Długoletnią Służbę (2009)

## Stanowiska, funkcje, członkostwa
- Kierownik Zakładu Mechaniki Doświadczalnej w IPPT PAN od 2011[4]
- Zastępca Dyrektora IPPT PAN ds.Ogólnych, 2010–2011[5]
- Członek Komitetu Mechaniki (od 2016), przewodniczący Sekcji Mechaniki Doświadczalnej (od 2024)[15]
- Prezydent European Society for Experimental Mechanics (EuraSEM) (2022–2025)[8], wcześniej wiceprezydent (2016-2022)
- Członek Międzynarodowego Komitetu Danubia Adria Society (od 2011), obecnie prezydent (od 2024)[9]
- Członek Zespołu Ewaluacji ds. nauk technicznych – MNiSW (2016–2017) oraz (2021–2022)
- Członek Zarządu Głównego Polskiego Towarzystwa Mechaniki Teoretycznej i Stosowanej (od 2011) skarbnik (2011–2015), przewodniczący (2015–2019), wice-przewodniczący (2019-obecnie)[7]
- Członek Rady Naukowej IPPT PAN (od 1999), od 2019 przewodniczący[1]
- Członek Rady Naukowej Instytutu Energetyki PIB od 2022, członek prezydium[16]
- Członek Rady Naukowej Wydziału Instalacji Budowlanych, Hydrotechniki i Inżynierii Środowiska (dawny Wydział Inżynierii Środowiska), Politechnika Warszawska (od 1999 – 2008)

## Członkostwo w komitetach redakcyjnych czasopism naukowych
- Engineering Transactions[17]
- Archive of Mechanical Engineering[18]
- Journal of Theoretical and Applied Mechanics[19]
- International Journal of Lightweigth Materials and Manufacture (Elsevier)[20]

## Doświadczenia pracy w zagranicznych ośrodkach naukowych[21]
- University of Manchester, UK (British Council fellow, 1992–1993)
- University of Kassel, Germany (DFG grant, 1995)
- National Physical Laboratory(inne języki) in Teddington, University of Manchester, Imperial College London, Swansea University, University of Leicester visiting prof. (British Council grant, 1996)
- University of Derby (NAWA project, visiting professor, 2019)
- Louisiana State University (NAWA project, visiting professor, 2019)
- University of Lorraine, Metz, France (NAWA project, visiting professor, 2020)

Prowadzi szeroką współpracę naukową z ośrodkami zagranicznymi, w tym z:
- Tokyo Metropolitan University(inne języki), Japonia
- University of New Brunswick, Fredericton, Kanada
- Southwest Research Institute, San Antonio, USA
- Kongju National University, Korea Południowa
- ArcelorMittal, Chicago, USA
- International Center for Machinery at School of Mechanical Engineering of Xi’an, Jiaotong University (XJTU), Chiny
- School of Mechanical Engineering, Beijing Institute of Technology, Beijing, Chiny

## Publikacje[3][22][23][24]
Opublikował ponad 550 prac, w tym ponad 200 artykułów w recenzowanych czasopismach naukowych, 14 monografii i książek oraz kilkaset prac i abstraktów konferencyjnych.

## Patenty[3]
- J. Malinowski, Z.L. Kowalewski, J. Kowalewski, patent na wynalazek pt. „Urządzenie do badania dynamicznej wytrzymałości materiałów konstrukcyjnych”, Urząd Patentowy RP, nr patentu 200896, 2.12.2003.
- Z.L. Kowalewski, J. Kowalewski, A. Klasik, N. Sobczak, Przyrząd do badania wytrzymałości na ścinanie próbki połączenia różnorodnych materiałów, P-387994, 11.05.2009, nr patentu PL-215374B1, 29.11.2013.
- Z.L. Kowalewski, T. Szymczak, Sposób badania mechanicznych właściwości materiałów w postaci próbek poddawanych jednoczesnemu działaniu momentu skręcającego oraz siły osiowej, P-391486, 18.05.2010, 224036, WUP 11/2016, 30.11.2016
- Z.L. Kowalewski, T. Szymczak, Sposób badania mechanicznych właściwości materiałów w postaci próbek poddawanych jednoczesnemu działaniu monotonicznie narastajacej siły osiowej oraz rewersyjnego momentu skręcajacego o charaktewrze cyklicznym, P-391485, 18.05.2010, 224035, WUP 11/2016, 30.11.2016
- L. Dietrich, Z.L. Kowalewski, G. Socha, Przyrząd do badań wytrzymałościowych cienkich, płaskich próbek materiałów konstrukcyjnych, zwłaszcza blach, nr 231688, WUP 03/2019, 29.03.2019
- Z.L. Kowalewski, T. Szymczak, Przyrząd do mocowania cienkościennych próbek rurkowych w uchwytach maszyny wytrzymałościowej, P.402175, 21.12.2012, 223676, WUP 10/2016, 31.10.2016
- Libura T., Kowalewski Z.L., Moćko W., „Urządzenie do dynamicznych badań materiałów konstrukcyjnych przy rozciąganiu w zakresie dużych wartości prędkości odkształcenia”, 234759, WUP 03/2020, 31.03.2020.
- Rusinek Alexis; Tomasz Libura; Maciej Klósak; Zbigniew Kowalewski, CHAMBRE THERMIQUE- SARCOPHAGE POUR ESSAIS DE PERFORATION A CHAUD, MA 41383 A1, 31.05.2019, (patent polsko-marokański – IPPT – Agadir University)
- Libura T., Rusinek A., Kowalewski Z.L., Bouslikhane S., Stanowisko do badań perforacji płyt z materiałów konstrukcyjnych, zwłaszcza płyt cienkich,Kraj ochrony patentowej: PL, Data/numer ogłoszenia o zgłoszeniu patentowym: 2020-10-05 / BUP 21/2020, Data/numer ogłoszenia o udzieleniu prawa patentowego: 2021-11-29 / WUP 35/2021, Numer patentu: 239439
- Kowalewski Z.L., Kukla D., Wyszkowski M., Brodecki A., Kopeć M., Stanowisko do badania wytrzymałości łopatek turbin w warunkach wysokotemperaturowych obciążeń cyklicznych oraz złożonym stanie naprężenia oraz sposób montowania łopatek turbin w tym stanowisku, Data/numer ogłoszenia o zgłoszeniu patentowym: 2022-08-29 / BUP 35/2022, Data/numer ogłoszenia o udzieleniu prawa patentowego: 2023-01-09 / WUP 02/2023, Numer patentu: 242030

## Życie prywatne
Żonaty, dwoje dzieci.